# سهمية كلبية
السهمية الكلبية أو دودة الكلب الأسطوانية (بالإنجليزية: Toxocara canis)‏ هي ديدان طفيلية موزعة في جميع أنحاء العالم تصيب الكلاب وكلبيات الأخرى. يبلغ طول الدودة البالغة من 9 إلى 18 سم ذات لون أبيض مصفر. تتواجد في أمعاء الثوي النهائي. لدى الكلاب الكبيرة، العدوى عادةً تمر دون أعراض. على العكس من ذلك، الإصابة الكبيرة بالسهمية الكلبية يمكن أن تكون قاتلة للجراء.
يمكن لعدد من الفقاريات، من ضمنها البشر، وبعض اللافقاريات كمستضيفات ناقلة أن تُصاب بها. يُصاب البشر كباقي المستضيفات الناقلة عن طريق تناول البيوض الجنينية من السهمية الكلبية. المرض ينتج عن انتشار المرحلة الشرنقية من الدودة الأسطوانية بشكلين: الانتشار الحشوي والإنتشار العيني. بسبب إنتشار المرض من الكلبة الأم إلى الجراء، ينصح بشدة استعمال العلاجات الوقائية للجراء حديثة الولادة. العديد من مضادات الديدان ينصح بإستخدامها تؤثر على المرحلة البالغة من الديدان ك pyrantel, فينبيندازول, و selamectin.